# Выпасновское сельское поселение
Выпасно́вское се́льское поселе́ние — муниципальное образование в составе Котельниковского района Волгоградской области.
Административный центр — посёлок Выпасной.

## История
Выпасновское сельское поселение образовано 14 марта 2005 года в соответствии с Законом Волгоградской области № 1028-ОД.

## Население
| 2010 | 2012 | 2013 | 2014 | 2015 | 2016 | 2017 |
| ---- | ---- | ---- | ---- | ---- | ---- | ---- |
| 1015 | ↘999 | ↘969 | ↘939 | ↗945 | ↗946 | ↗949 |
| 2018 | 2019 | 2020 | 2021 |      |      |      |
| ↘943 | ↗945 | ↗949 | ↗959 |      |      |      |

## Состав сельского поселения
| № | Населённый пункт | Тип населённого пункта          | Население |
| - | ---------------- | ------------------------------- | --------- |
| 1 | Выпасной         | посёлок, административный центр | 864       |
| 2 | Дарганов         | хутор                           | 151       |